# 라이스 벨트

라이스 벨트

라이스 벨트(Rice Belt)는 미국의 쌀 수확량의 대부분을 차지하는 남부 4주(아칸소주, 텍사스주, 미시시피주, 루이지애나주)를 가리킨다. 참고로 캘리포니아주와 미주리주는 라이스 벨트에 포함되지 않는다.